# Jack simpatica canaglia!!
Jack simpatica canaglia!! (MVP 2: Most Vertical Primate) è un film del 2001 diretto da Robert Vince.

## Sequel
Il film ha un prequel, Jack simpatico genio e un sequel, Jack il ciclone.